# AQM-34

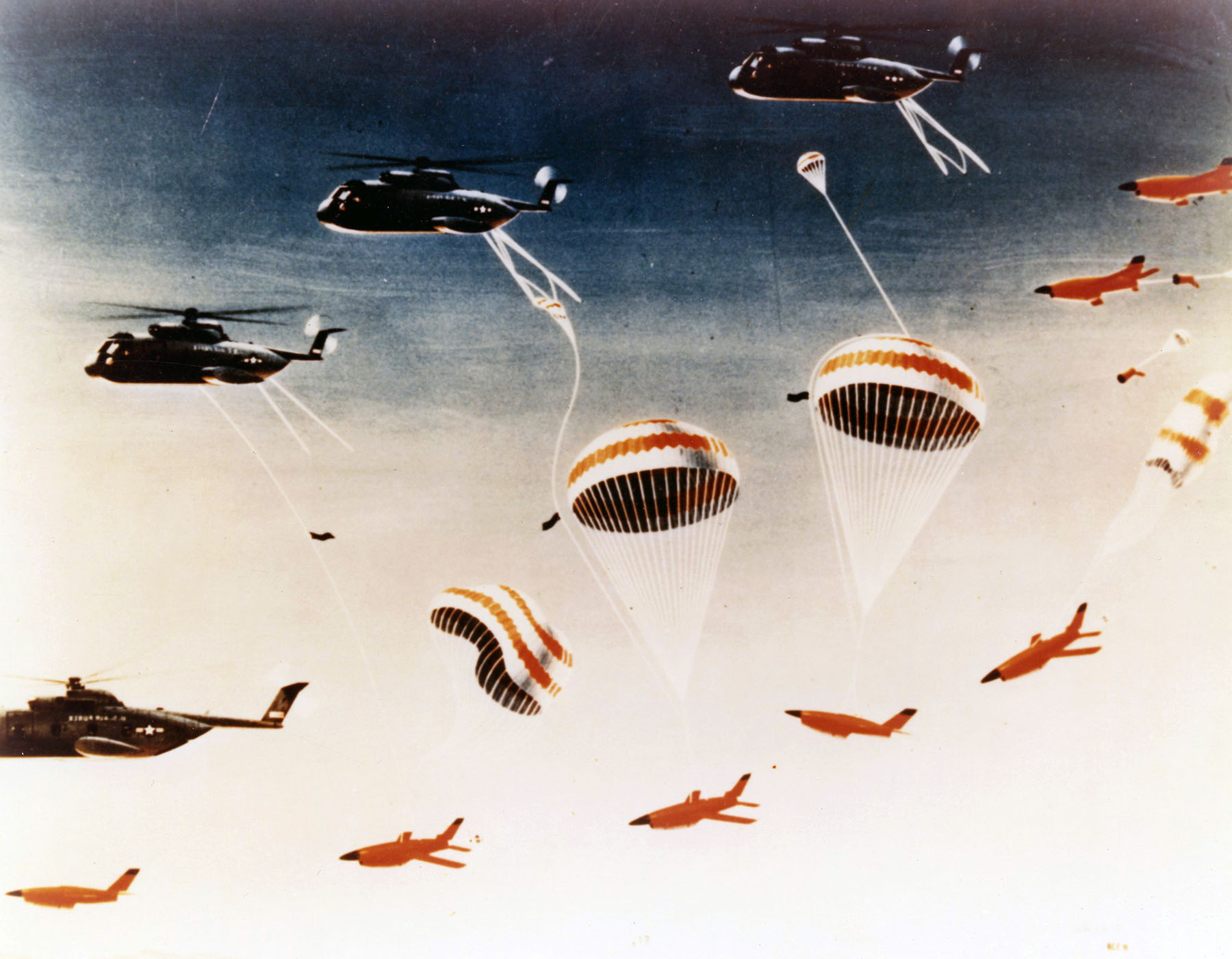
Схема подхвата БПЛА на лету вертолётом обеспечения полётов

AQM-34 Firebee — американский реактивный разведывательный БПЛА. 
AQM-34 Firebee является представителем целого семейства беспилотников Firebee компании Ryan Aeronautical.

## История
В 1948 году был дан старт этому проекту; 
первый полёт созданного аппарата состоялся в 1951 году, в том же году было приказано запустить беспилотник в массовое производство, как Q-Firebee 2A.
Q-2A Firebee был самолётом-мишенью, он был оснащён парашютной системой, которая могла срабатывать как автоматически, так и по команде по радио.

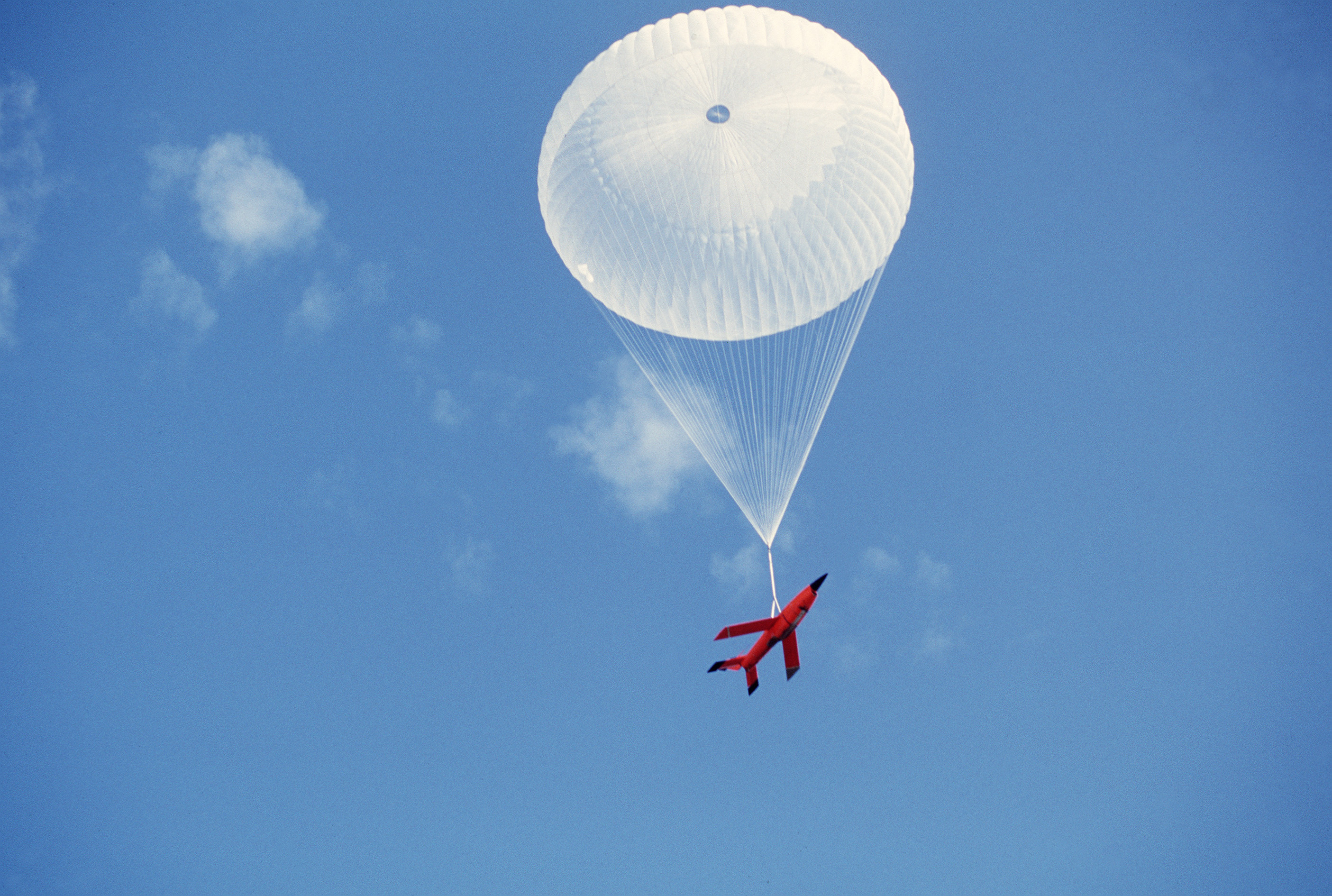
Посадка на парашюте

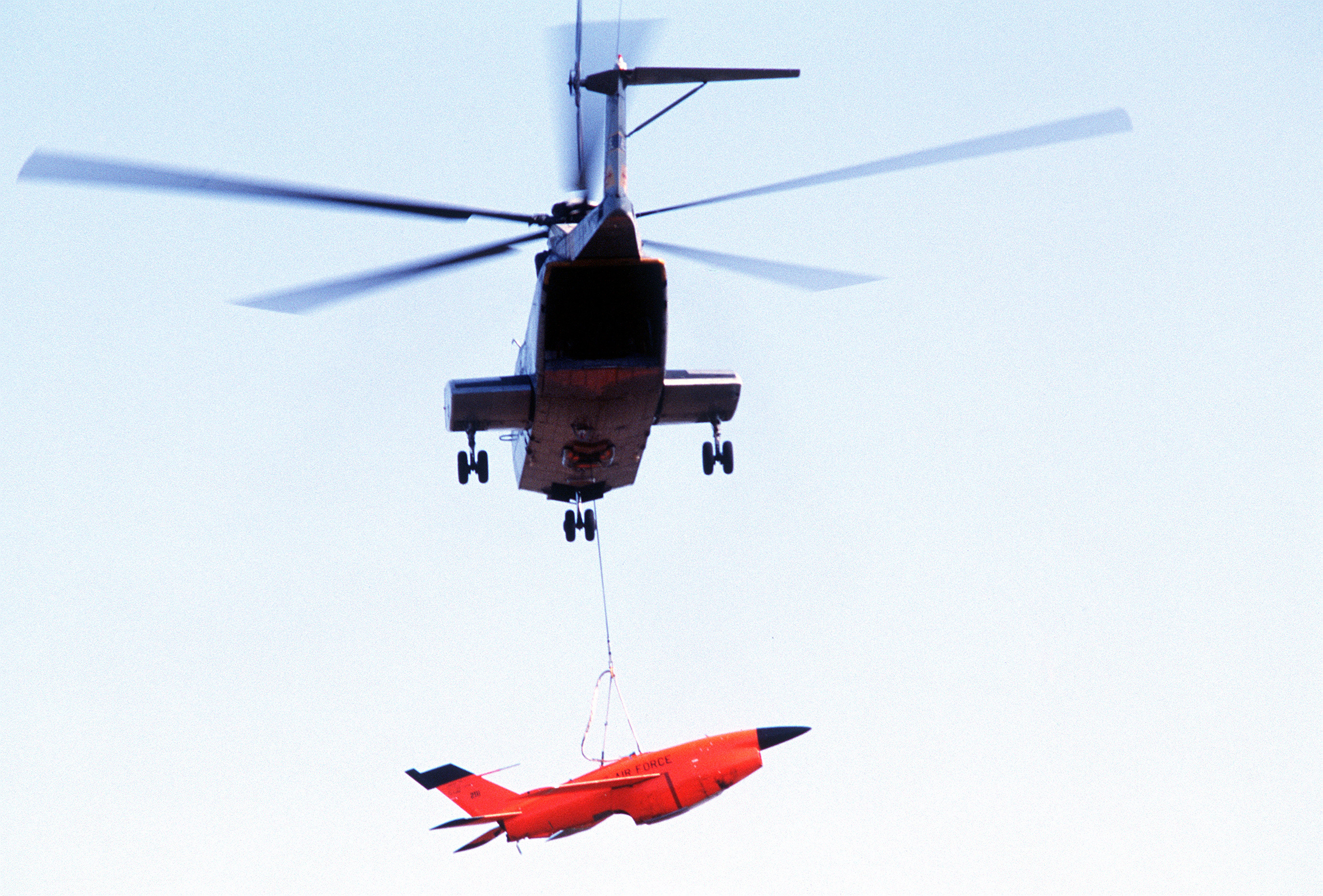
Эвакуация после посадки

В последующие годы прорабатывались и другие варианты БПЛА в данном проекте, прототип — 2C впервые взлетел в декабре 1958 года, пошёл в производство в 1960 году. 

Сверхзвуковые варианты получили обозначение Firebee II. Q-2C вскоре заменил большую часть ранее выпущенных БЛА , и стал стандартом Firebee в данной целевой конфигурации, которая остаётся без существенных изменений в строю и по сей день. Модификации получили обозначение КАО-1, КАО-2, КАО-3, КАО-4, отличались более мощным двигателем и усовершенствованным автопилотом. В июне 1963 имеющиеся на складах мишени Firebee были переименованы следующим образом:
- КАО — 1,2,3,4 — AQM-34 (аббревиатура AQM присваивалась моделям имеющим исключительно воздушный запуск, с самолёта-носителя)
- Q — 2C — BQM-34A (аббревиатура BQM — аппараты, способные запускаться различными способами)

После окончания миссии БПЛА приземлялся или приводнялся при помощи парашюта и подбирался с помощью вертолёта. Для экономии времени на возвращение БПЛА обратно в пункт базирования, а также в ходе выполнения лётных заданий исключающих посадку (высокая балльность волнения моря) применяется система подхвата беспилотника вертолётом обеспечения на лету (после того как БПЛА подлетает к вертолёту, по радиокоманде с борта вертолёта на БПЛА срабатывает парашютная система, которая в свою очередь захватывается за стропы крюком на выдвижном фалу).
Разведывательные модификации
Teledyne Ryan Aeronautics разработала на базе воздушной мишени BQ-34 Firebee 28 вариантов БЛА-разведчика. На аппарат устанавливалось оборудование для фоторазведки, ИК-разведки и радиоэлектронной разведки.
Некоторые AQM-34Ls были оснащены для передачи в реальном времени, телевизионной камерой, и они иногда называются AQM-34L/TV (всего в 1969—1973 гг. было построено 400 машин AQM-34Ls).
Модель AQM-34Q (147TE) оснащалась аппаратурой радиолокационной разведки, которая 13 февраля 1966 была во Вьетнаме безуспешно обстреляна ракетами ПВО[уточнить]. В результате была записана информация о работе систем наведения ракет, дистанционного подрыва боевой части и характеристики боевой части ракеты. По сообщениям американской печати, данные, собранные по новейшим советским комплексам ПВО, по своей ценности, окупили всю программу беспилотных разведчиков.
AQM-34L (Модель 147SC) стал наиболее многочисленным серийным образцом БПЛА семейства Firebee.
Ударные модификации

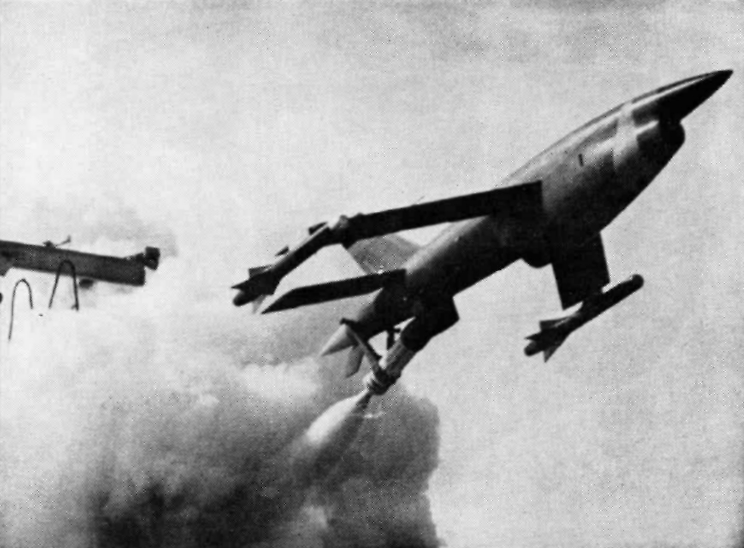
Беспилотный перехватчик BQM-34A с двумя УРВВ Falcon под крыльями

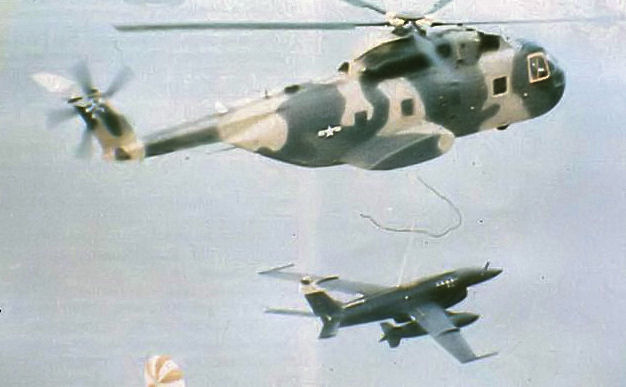
Подхват на лету беспилотного бомбардировщика с бомбовой нагрузкой вертолётом Sikorsky S-61R

Идея сделать из беспилотника самолёт-носитель бомб берёт своё начало в 1953 году. В первой половине 1960-х БПЛА был успешно оборудован под размещение двух управляемых ракет класса «воздух-воздух». Первые опыты по применению Firebee в качестве бомбардировщика проводились в 1964 году, аппарат брал две двухсотпятидесятифунтовые бомбы Mk 81 и осуществлял прицельное бомбометание. После этого было разработано множество самых различных вариантов ударного БПЛА. В рамках этой программы в 1971 году был успешно испытан первый в мире прототип разведывательно-ударного беспилотника BGM-34A, вооружённый ПТУР Maverick и УАБ Paveway на внешних узлах подвески (исходно, этот проект разрабатывался с конца 1960-х гг. для оснащения Армии обороны Израиля эффективными и сравнительно дешёвыми средствами борьбы с советскими зенитно-ракетными частями и зенитной артиллерией в Египте). Первый в мировой военной истории пуск управляемой ракеты класса «воздух-поверхность» с телевизионным наведением с борта беспилотника состоялся 14 декабря 1971 года.
Многоцелевые модификации
Кроме того, по заказу ВВС был разработан и изготовлен опытной партией (5 ед.) многоцелевой БПЛА BGM-34C, лётные испытания которого начались в середине декабря 1976 года. Носовая часть BGM-34C позволяет установку на выбор, а) разведывательной аппаратуры, б) аппаратуры радиоэлектронного подавления (аналогичной применяемой на модификации БПЛА-РЭБ AWM-34V) и, наконец, в) боевой части, превращающей его в крылатую ракету.
Зарубежные копии
Ударные модификации Firebee послужили прототипами для китайских БПЛА WuZhen-5.
Краткая хронология
- 1949 — XQ-2,Q-2A,KDA-1,KDA-4
- 1958 — Q-2C → BQM-34A (Model 147)
- 1964 — полёт с бомбовой нагрузкой
- 1971 — аналоговая система управления полётом (AFCS) A/A37G-8A
- 1976 — ITCS/DTCS, BQM-34S ВМС
- 1979 — двигатель J85-7
- 1989 — двигатель J85-100 и цифровая система управления (DFC)
- 1999 — пропорциональная система управления и GPS/INS навигационная система

## Боевое применение

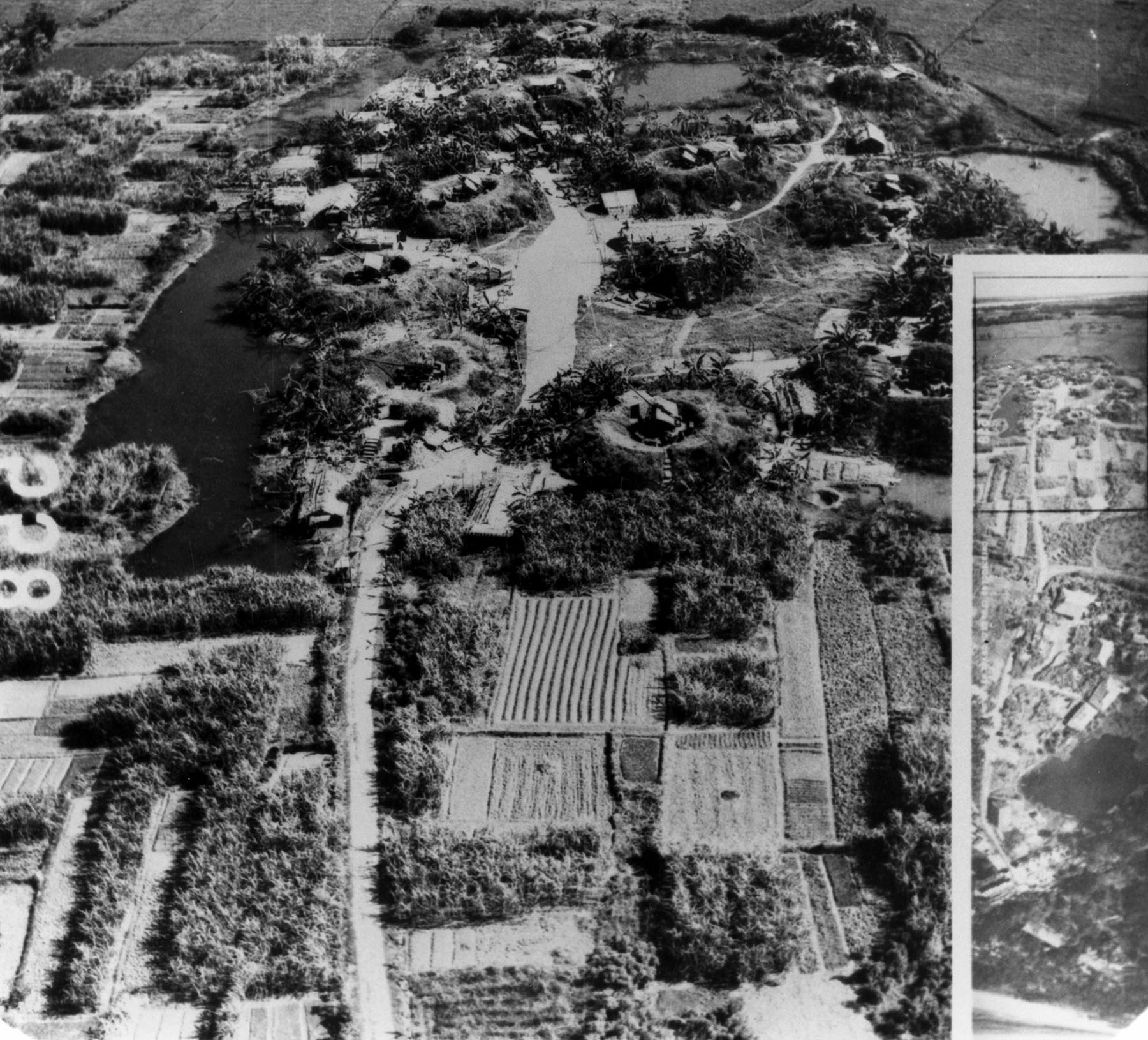
Фотография позиций зенитной батареи ВНА, сделанная Firebee над ДРВ в ходе Вьетнамской войны

Активно и успешно применялся во время войны во Вьетнаме. В ходе этой войны более 1000 американских Firebee совершили 3435 боевых вылетов, при этом только от ракет ЗРК С-75 потеряно 130 БПЛА. Как минимум 33 «Файрби» было сбито истребителями: 16 китайскими МиГ-19, 6 китайскими МиГ-21, 5 китайскими МиГ-17, 5 северовьетнамскими МиГ-21 и 1 северовьетнамским МиГ-17. А всего в ходе войны было потеряно 578 AQM-34 Firebee Военно-воздушные силы Северного Вьетнама потеряли 7 истребителей МиГ в попытках перехватить беспилотники. БПЛА вышеописанного семейства состоят на вооружении армии США и по настоящее время (2001 год).
В 1971 году Израиль получил первые 12 БПЛА AQM-34M («Мабат»). Всего в Израиль было поставлено 36 AQM-34M, 33 AQM-34P и 32 BQM-34A.
В ходе войны Судного дня Израиль потерял 8 БПЛА «Мабат», совершив всего 19 боевых вылетов. Один БПЛА «Мабат» был сбит арабским истребителем. В послевоенных столкновениях в Синае израильтяне потеряли ещё два AQM-34M, сбитых египтянами 13 и 29 декабря. В послевоенных столкновениях на Голанских высотах Израиль потерял ещё как минимум один AQM-34M. БПЛА был сбит сирийцами 11 марта 1974 года и упал возле иорданского города Хатем.
Применялся Израилем в ходе войны в Ливане.
7 октября 1979 года израильский AQM-34M был сбит ракетой сирийского истребителя МиГ-21МФ. В этом же месяце один «Мабат» был потерян в Синае.
13 июня 1981 года израильский AQM-34M был сбит огнём пушки сирийского истребителя МиГ-21МФ.
6 июня 1982 года израильский AQM-34M был сбит сирийским истребителем МиГ-23МФ. В этом же месяце был потерян ещё один «Мабат».
С 1971 по 1995 годы Израиль потерял 31 БПЛА AQM-34M.

## Лётно-технические характеристики
- Размах крыла: 4,42 м (14,6 футов)
- Вес: 2270 кг (5000 фунтов)
- Бомбовая нагрузка: > 227 кг (500 фунтов)
- Скорость: 760 км/ч (472 миль в час)
- Потолок: 15000+ м
- Дальность: 1400 км
- Тип двигателя: 1 ТРД Teledyne Continental J-69
- Тяга, кгс: 1 х 871